# Wittler
Wittler is een Duitshistorisch merk van motorfietsen.
De bedrijfsnaam was: Heinrich Wittler & Co., later Gebr. Wittler GmbH, Bielefeld
Wittler begon in 1924 met de productie van motorfietsen. Een jaar later moesten ruim 150 Duitse merken de deuren sluiten, deels omdat ze afhankelijk waren van inbouwmotoren van derden, die om hun eigen productie te beschermen de levering staakten. Wittler had daar geen last van, want hij maakte zelf zijn 249cc-tweetaktmotoren. Het bedrijf overleefde ook de crisisjaren en de Tweede Wereldoorlog, maar ging wel lichtere (brom-) en motorfietsen bouwen. Na 1949 betrof het 49cc-modellen met Sachs en Zündapp-blokken maar ook 98- en 123cc-motorfietsen. De productie eindigde in 1953.
Mogelijk was er een familie-relatie met Trianon in Herford, dat eigendom was van H. Wittler Junior.